# Grande Bangu
A Grande Bangu é uma das nove subprefeituras nas quais se subadministra o município do Rio de Janeiro. A subprefeitura administra a região administrativa de Bangu, que engloba os bairros de Bangu, Gericinó  <https://www.rio.rj.gov.br/web/cvl/ra>

## Subprefeituras limítrofes
Faz limite com as administrações das subprefeituras da Zona Norte, Zona Oeste e com a subprefeitura da Barra da Tijuca e Jacarepaguá.